# 汎用機関銃

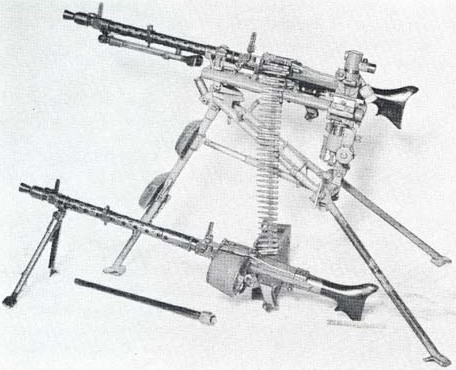
MG34機関銃: 手前のものは軽機関銃として二脚に架され、奥のものは重機関銃として三脚に架されている

汎用機関銃（はんようきかんじゅう、英: General purpose machine gun, GPMG）は、二脚架や三脚架、銃架などを使用できる多目的用途の機関銃。銃の部品や付属品の一部を変更することで軽機関銃や重機関銃などとして使い分けることができ、中機関銃の別称としても扱われる。

## 概要
第一次世界大戦の開戦直後、西部戦線において戦線が膠着し、戦いが塹壕と鉄条網に代表される陣地戦に移行すると、陣地防御において機関銃が極めて有効であることが明らかになった。陣地攻撃に先立つ入念な準備砲撃でも防御側の機関銃を完全に撲滅することは困難で、そしてたった1挺の機関銃でも旅団規模の突撃をも食い止めることができた。これに対抗するため、攻撃を行う歩兵部隊は細分化して散開し、地形・地物を利用しながら前進するようになっていった。そして疎開隊形の歩兵部隊とともに前進して攻撃に加われる機関銃として登場したのが軽機関銃であり、従来の機関銃は重機関銃と称されるようになった。
大戦での機関銃の活躍を受けて、戦間期にも軽量化に主眼をおいた改良・開発が進められた。この時期に登場した多くの機関銃のうち、チェコスロバキアで開発されたブルーノZB26軽機関銃は「無故障機関銃」として定評があり、順次に改良されつつ各国でライセンス生産された。特にイギリス版のブレン軽機関銃は、ルイス軽機関銃のほかにヴィッカース重機関銃の代替も部分的に兼ねており、汎用機関銃のコンセプトの先取りでもあったが、完全な汎用化には至らなかった。
その後、更に多用途化を推し進めたものとして登場したのがナチス・ドイツのMG34機関銃であった。これは汎用機関銃（Einheitsmaschinengewehr）として、二脚に架すれば軽機関銃、三脚に架すれば重機関銃、対空用銃架に架すれば対空機関銃、軍用車両に搭載すれば車載機関銃と、多目的の用途に使い分けることができるというものであり、重機関銃の保有禁止というヴェルサイユ条約による制限を回避できる上に、極めて効率的な設計でもあった。第二次世界大戦でのドイツ陸軍は、MG34を軽機関銃として各歩兵分隊に1挺ずつ配備するとともに、重機関銃としても歩兵大隊の重中隊に12挺を配備していた。またその発展型のMG42も同様に広く用いられたが、こちらはプレス加工を多用することで生産コストの低減に成功しており、用兵面だけでなく生産面でも画期的な銃であった。
大戦後の西側諸国もドイツ軍の方針を踏襲して、分隊用の機関銃として汎用機関銃を用いるようになっていった。しかし汎用機関銃は銃本体も弾薬も重く嵩張るため、これを分隊レベルで用いると、特に徒歩行軍の機会が多い熱帯雨林や山岳地域での戦闘では不利になるというデメリットがあった。このためもあって、東側諸国では分隊レベルには軽機関銃の配備を継続し、汎用機関銃は中隊レベルの装備とされていた。また西側諸国でも、ベトナム戦争を通じてこれらのデメリットが認識されると、分隊レベルには軽機関銃（分隊支援火器）を配備するように回帰していった。現在では、歩兵部隊における汎用機関銃は主に小隊以上のレベルで用いられるようになっている。

様々な形態で使用されるPK機関銃
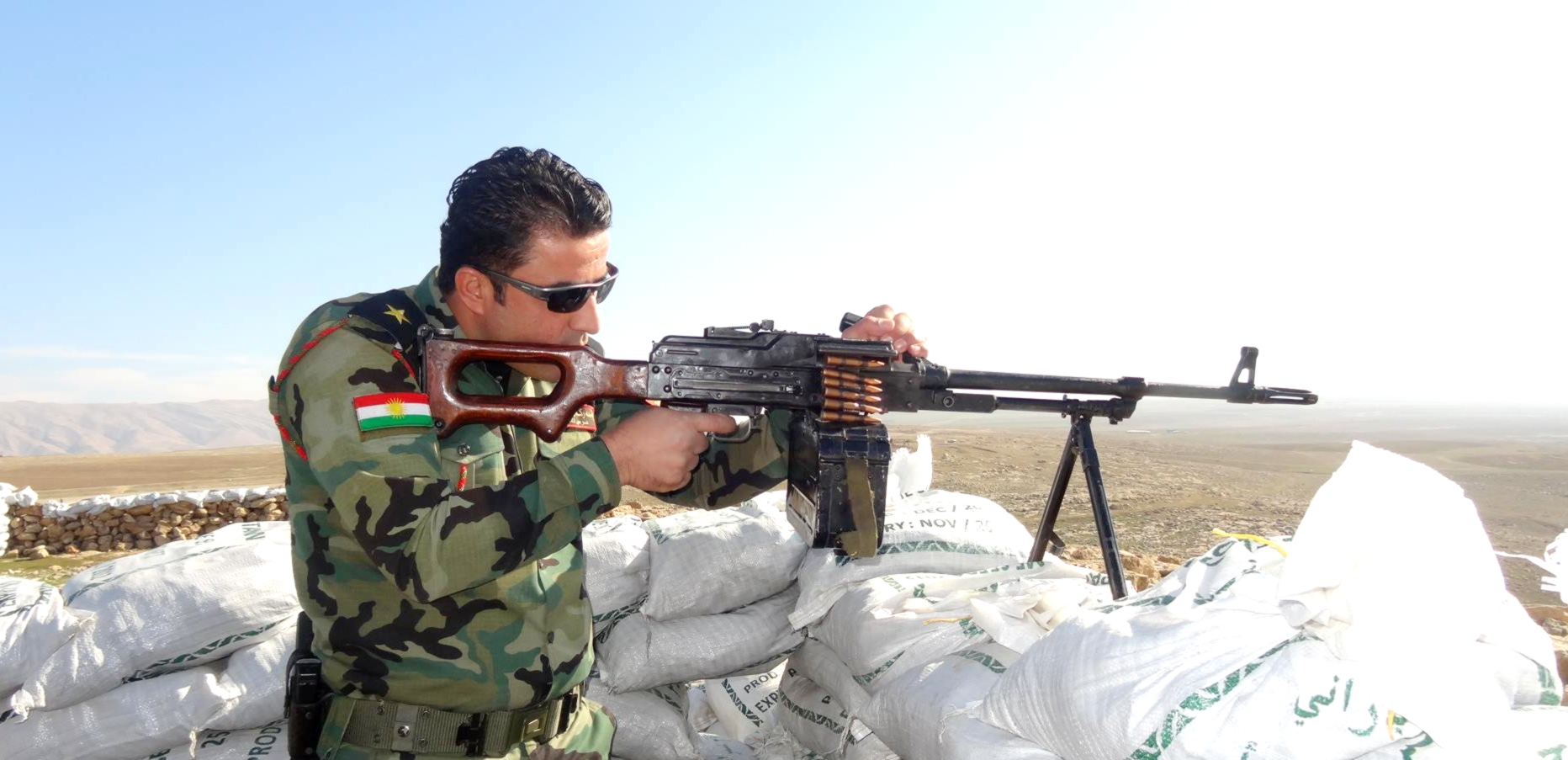
二脚のみを装着した形態
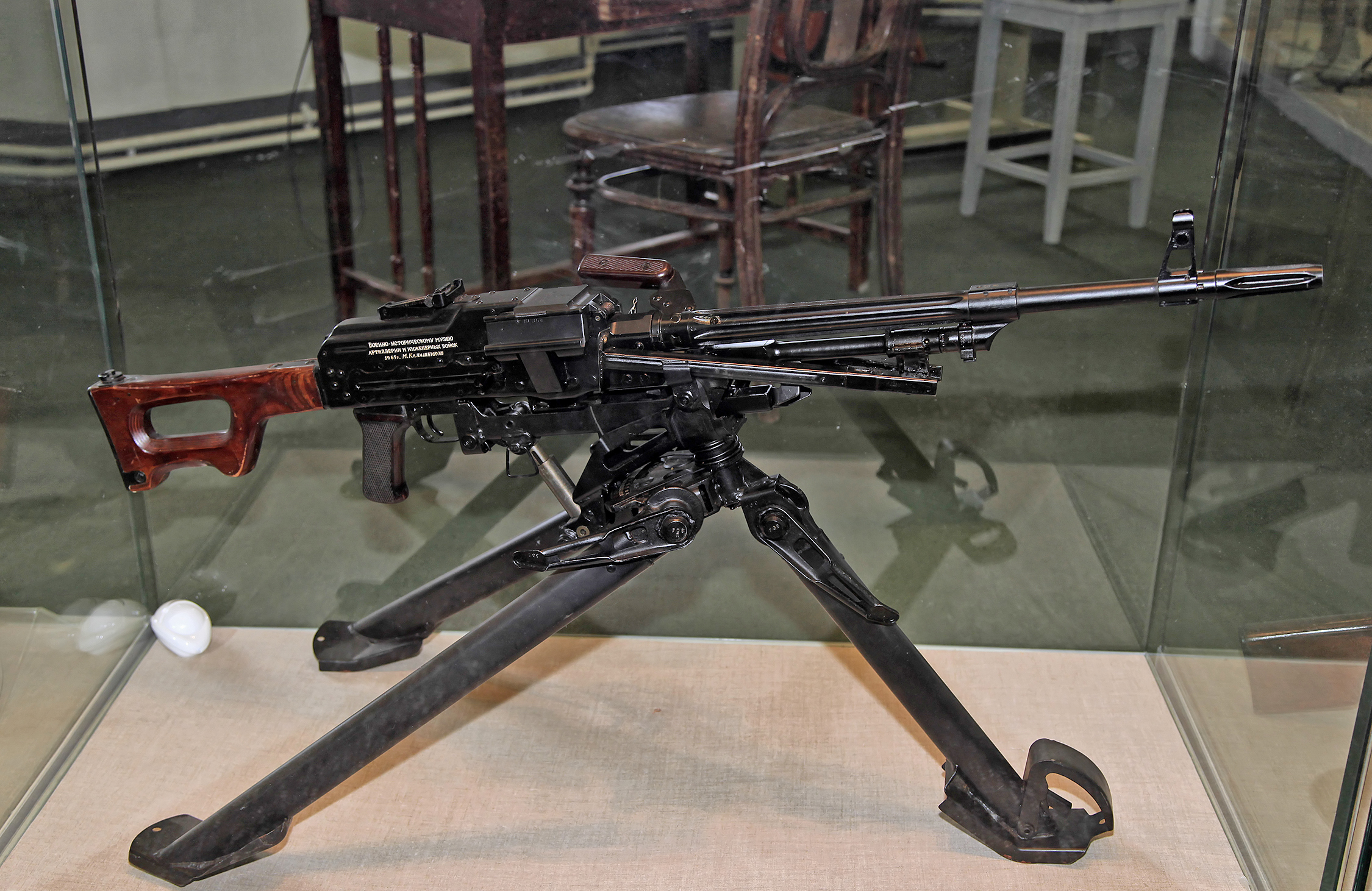
三脚に架した形態
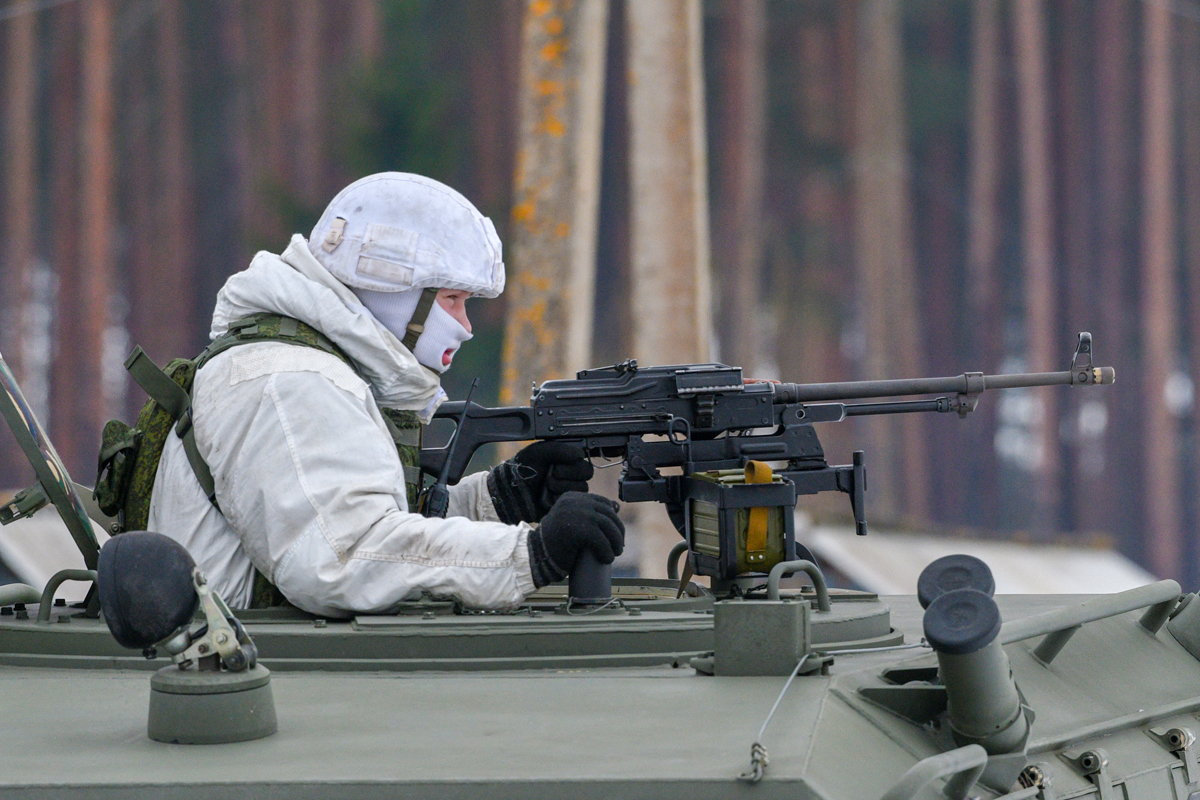
車上の銃架に架した形態
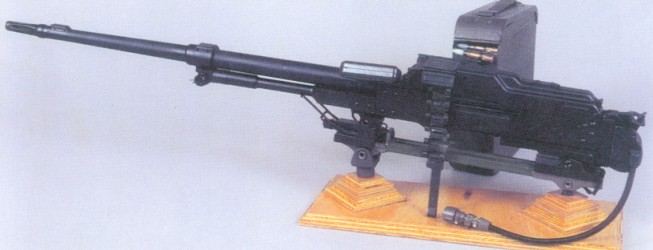
同軸機銃としての形態
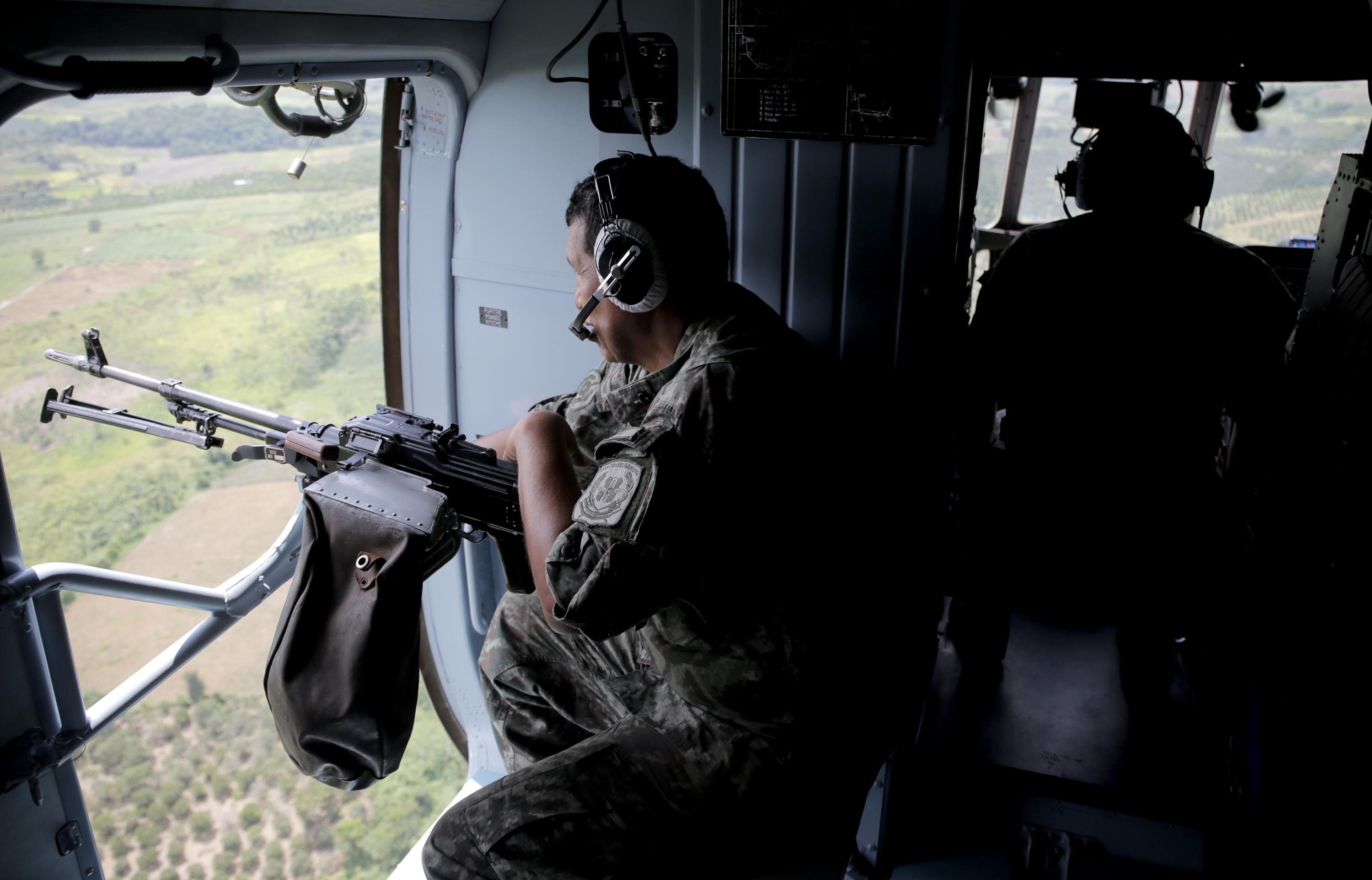
ヘリコプターのドアガンとしての形態

## 汎用機関銃一覧
ドイツ
- MG34
- MG42
  - MG3 -  ドイツ陸軍（ドイツ連邦軍）仕様
  - MG74 -  オーストリア陸軍仕様
- H&K HK21
- H&K MG5（英語版）

 ベルギー
- FN MAG
  - L7 -  イギリス陸軍仕様
  - M240 -  アメリカ陸軍仕様
  - Ksp 58 -  スウェーデン陸軍仕様
  - CS/LM1（中国語版） - 中華人民共和国でのコピー商品

 フランス
- AA-52

 スイス
- SIG 710

 ソビエト連邦 /  ロシア
- PK・PKM
  - UKM-2000 - ポーランドでの派生型
  - 80式汎用機関銃 - 中華人民共和国でのコピー商品
  - 73式軽機関銃 - 朝鮮民主主義人民共和国での派生型
- PKP ペチェネグ

 チェコスロバキア
- Vz.59

 アメリカ合衆国
- ストーナー62
- M60

 日本
- 62式

 韓国
- K12（英語版）

 中国
- 67式

 南アフリカ共和国
- SS-77